# Стадион Франциско Санчез Руморосо
Стадион Франциско Санчез Руморосо (шп. Estadio Municipal Francisco Sánchez Rumoroso), је вишенаменски стадион у Кокимбу, Чиле. Углавном се користи за фудбалске утакмице. То је домаћи стадион фудбалског клуба „Кокимбо унидо”. Бивши оригинални стадион пре реновације стадион је свечано отворен 1. јула 1970. и примао је 17.750 посетилаца.
Стадион је 2007. године изабран за место одржавања Светског првенства у фудбалу за жене У-20 2008. Како би био у складу са стандардима ФИФА, реновиран је у потпуно нови стадион. Капацитет му је повећан са 17.750 на 18.750. Нови стадион има облик брода како би одао почаст океанској традицији Кокимба. Град је познат по својој луци и гусарском предању. Стадион је свечано отворен 19. новембра 2008. године.

## Међународни турнири
Стадион је више пута коришћен за међународне фудбалске турнире. 2008. године овај стадион је коришћен за Светско првенство за жене до 20 година.Тај турнир се играо од 19. новембра до 7. децембра 2008. у Чилеу и на овом стадиону је одиграно 6 утакмица у групи, четвртфинале и полуфинале.  Овај стадион је, 2018. године, био један од два стадиона коришћена за Јужноамеричко првенство у фудбалу за жене 2018. године.

## Фотографије
- Стадион 2007, пре реновирања.
- Поглед на стадион
- Поглед на нови стадион